# Niconiades
Niconiades là một chi bướm ngày thuộc họ Bướm nâu.